# Papamosques gorja-roig
El papamosques gorja-roig (Ficedula rufigula) és una espècie d'ocell de la família dels muscicàpids (Muscicapidae). És endèmic de l'illa de Cèlebes, a Indonèsia. El seu hàbitat natural són els boscos tropicals i subtropicals de frondoses humits. Pateix per la pèrdua d'hàbitat. El seu estat de conservació es considera gairebé amenaçat.